# A2 Nazionale 1989-1990
L'A2 Nazionale 1989-1990 è stata la 29ª edizione della seconda divisione greca di pallacanestro maschile. La 4ª edizione con il nome di A2.

## Classifica finale
| #  | Teams                           | P  | V  | P  | Pt | Qualificate |
| -- | ------------------------------- | -- | -- | -- | -- | ----------- |
| 1  | Papagou                         | 22 | 16 | 6  | 38 | Promozione  |
| 2  | M.A.S. Filippos Thessalonikīs   | 22 | 14 | 8  | 36 | Promozione  |
| 3  | Panellīnios K.A.E.              | 22 | 13 | 9  | 35 |             |
| 4  | Peiraïkos Syndesmos             | 22 | 13 | 9  | 35 |             |
| 5  | P.A.O. Dioikītīriou             | 22 | 12 | 10 | 34 |             |
| 6  | A.O. Dafni                      | 22 | 12 | 10 | 34 |             |
| 7  | KAE Īlysiakos                   | 22 | 10 | 12 | 32 |             |
| 8  | Iōnikos Nikaias                 | 22 | 10 | 12 | 32 |             |
| 9  | Gymnastikos Syllogos Amarousiou | 22 | 9  | 13 | 31 |             |
| 10 | Komotinī                        | 22 | 8  | 14 | 30 |             |
| 11 | Prōteas N. Kosmou               | 22 | 8  | 14 | 30 |             |
| 12 | Milōn                           | 22 | 7  | 15 | 29 | Retrocessa  |